# Aylostera hoffmannii
Aylostera hoffmannii es una especie de planta suculenta perteneciente al género Aylostera, dentro de la familia Cactaceae. Se distribuye desde el sur de Bolivia hasta el noroeste de Argentina y anteriormente se le conocía como Rebutia hoffmannii.

## Descripción
Aylostera hoffmannii es una especie de cactus pequeño, de color verde claro, que crece de forma solitaria aunque luego forma cojines. Tiene tallos o cuerpos que van de planos a esféricos. Pueden alcanzar diámetros de hasta 4 cm, y presentan alrededor de 25 costillas bajas, divididas en pequeños tubérculos cónicos.
Las areolas están muy juntas y son redondas, de alrededor de 1,5 mm de ancho y de color blanquecino a pardusco. Presenta numerosas espinas finas, similares a cerdas, que apenas si se pueden distinguir como radiales o centrales. Son de color blanquecino y llegan a medir hasta 1 cm de largo.
Las flores son de color rojo ladrillo claro, más oscuras en el interior, en forma de embudo, de unos 3 cm de largo y 2,5-3 cm de ancho. 

## Distribución y hábitat
El área de distribución nativa de esta especie es desde el sur de Bolivia hasta el noroeste de Argentina (Salta) y crece principalmente en biomas desérticos o de matorrales secos.

## Taxonomía
La primera descripción de esta especie fue como Rebutia hoffmannii, publicada en 1977 por los botánicos Lothar Diers y Walter Rausch en la revista científica Kakteen und andere Sukkulenten 28: 105.
Más tarde, los botánicos Stefano Mosti y Alessio Papini trasladaron la especie al género Aylostera, por lo que pasó a llamarse Aylostera hoffmannii. Registraron estos cambios en la revista Journal of Botany, British and Foreign 43: 2778, publicada en 2011.

Etimología
- Aylostera: nombre genérico formado a partir de las palabras griegas aulos, transliterado irregularmente como aylos, (que significa 'tubo') y stereos (que significa 'sólido'), en alusión al tubo floral sólido que poseen.[4]
- hoffmannii: epíteto específico otorgado en honor al médico y recolector de plantas alemán Carl Hoffmann (1823-1859).[5]

## Usos
Se cultiva principalmente como planta ornamental y su propagación se realiza normalmente a través de hijuelos o semillas.